# Bec Bunsen
El cremador Bunsen o bec Bunsen és un instrument utilitzat en laboratoris científics per a escalfar o esterilitzar mostres o reactius químics. D'allí parteix un tub vertical pel qual el gas flueix travessant un petit forat en el fons de tub. Algunes perforacions en els laterals del tub permeten l'entrada d'aire en el flux de gas proporcionant una barreja inflamable a la sortida dels gasos en la part superior del tub on es produïa la combustió.